# Daniil Charms

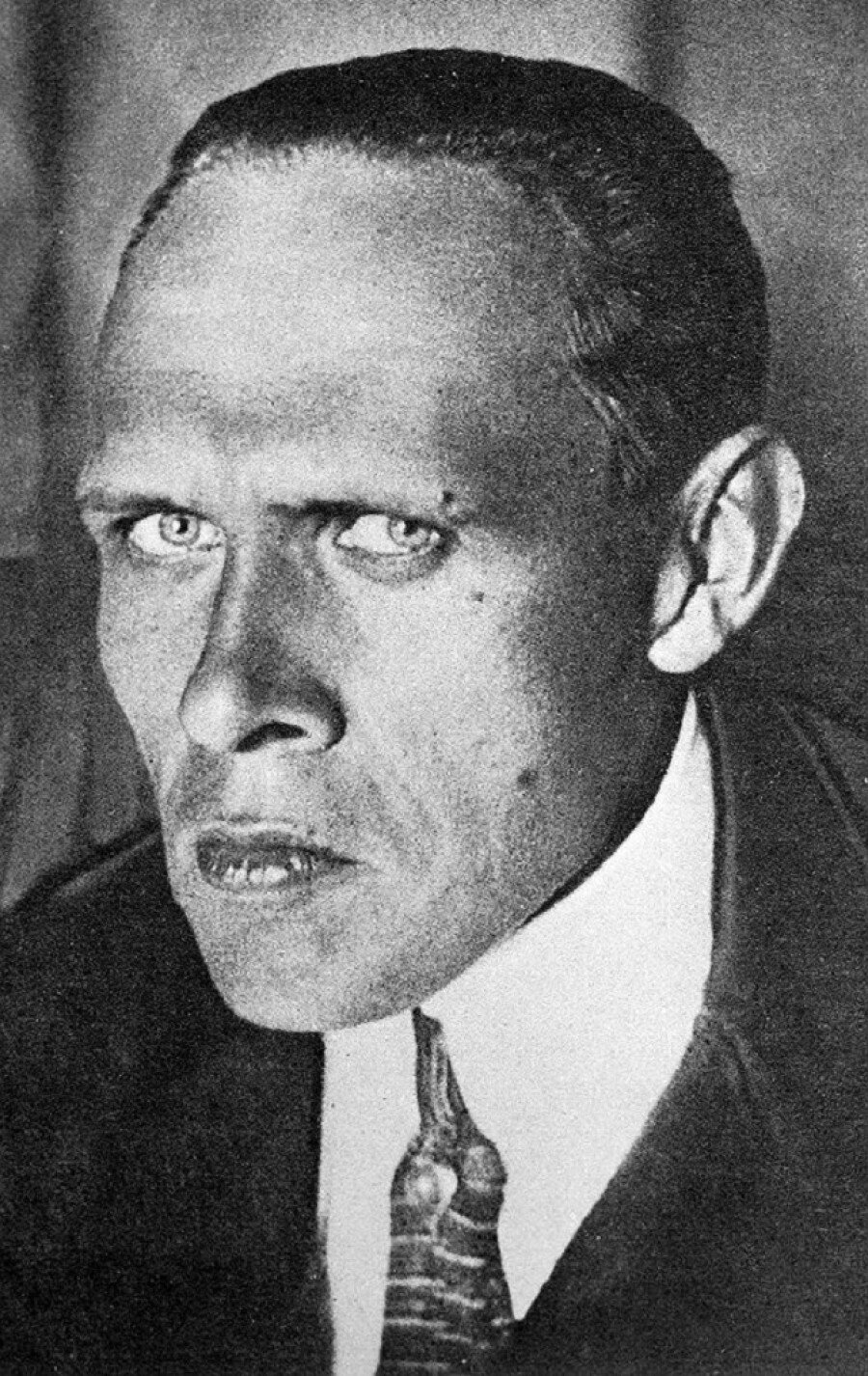
Daniil Charms (1932)

Daniil Charms (russisch Даниил Хармс; eigentlich Daniil Iwanowitsch Juwatschow, Даниил Иванович Ювачёв, wiss. Transliteration Daniil Ivanovič Juvačëv; * 17.jul. / 30. Dezember 1905greg. in Sankt Petersburg, Russisches Kaiserreich; † 2. Februar 1942 in Leningrad, Sowjetunion) war ein russischer Schriftsteller und Dichter. Die meisten seiner Texte konnten erst im Zuge der Perestroika gedruckt und damit einer größeren Öffentlichkeit bekannt werden. Der schriftstellerische Nachlass umfasst alle literarischen Gattungen, sein Werk wird der Avantgarde zugerechnet. Charms nahm an den Gesprächen der Tschinari teil und war Mitbegründer der Künstlervereinigung OBERIU (dt. „Vereinigung der Realen Kunst“).
Er gehört zu den Schriftstellern, deren Werk sich ohne Kenntnis seiner Lebensumstände nur schwer erschließen lässt. Charms’ Freund, der Mathematiker und Philosoph Jakow Druskin, rettete den Nachlass nach dessen Verhaftung durch den NKWD aus der bombardierten Wohnung im belagerten Leningrad und bewahrte ihn für die Nachwelt auf.

## Leben

### Familie, Schul- und Universitätsbesuch
Daniil Iwanowitsch Juwatschow wurde am 17.jul. / 30. Dezember 1905greg. in Sankt Petersburg geboren. Seine Mutter, Nadeschda Iwanowna Koljubakina (1869–1929), entstammte einer alteingesessenen Adelsfamilie aus dem Gouvernement Saratow. Sie leitete von 1900 bis 1918 in St. Petersburg ein Frauenasyl für entlassene Strafgefangene. Sein Vater, Iwan Juwatschow (1860–1940), war das siebte Kind einer Familie von Parkettpolierern im Anitschkow-Palais. Er wurde als Mitglied der antizaristischen Narodnaja Wolja 1883 verhaftet und mit weiteren Offizieren 1884 verurteilt. Die Todesstrafe wurde in 15 Jahre Haft umgewandelt, von denen er zwölf als Zwangsarbeiter auf Sachalin verbrachte. Nach der vorzeitigen Begnadigung 1895 durfte er vier Jahre später nach St. Petersburg zurückkehren. Unter dem Pseudonym Miroljubow (dt. „der Friedliebende“) veröffentlichte er bis Ende der 1920er Jahre zahlreiche Schriften.
Koljubakina und Juwatschow lernten sich 1902 in St. Petersburg kennen und heirateten am 16. April 1903. Der erstgeborene Sohn starb mit einem Monat, was die Mutter sehr belastete, wie sie in einem Brief ihrem Ehemann mitteilte. Ein Jahr darauf wurde Daniil geboren, der mit der 1909 geborenen Schwester Jelisaweta aufwuchs. Eine weitere Tochter der Familie starb 1920 im Alter von acht Jahren.
In den ersten vierzehn Ehejahren war Juwatschow als Revisor der staatlichen Sparkassen beruflich viel unterwegs. Das Ehepaar schrieb sich in dieser Zeit viele Briefe, aus deren mütterlichen Beilagen für den Vater die ältesten Handschriften von Charms stammen. Die Briefe der Mutter erlauben Einblicke in die Entwicklung des Kindes. Der Vater widmete sich seinem Sohn mit Erziehungsratschlägen, die seiner strengen und asketischen Lebensweise entsprachen. Schon früh begann die russisch-orthodoxe Erziehung der Eltern. Die Mutter brachte dem zweijährigen Daniil bei, sich zu bekreuzigen und zu verbeugen. Auch der Vater, in der langjährigen Haft zum gläubigen Christen gewandelt, widmete sich der religiösen Erziehung. Die Bibellektüre war fest im Alltag verankert. In Charms’ privaten Aufzeichnungen und Werk spielt religiöse Symbolik bis hin zur Beschäftigung mit okkulten Themen eine wichtige Rolle.

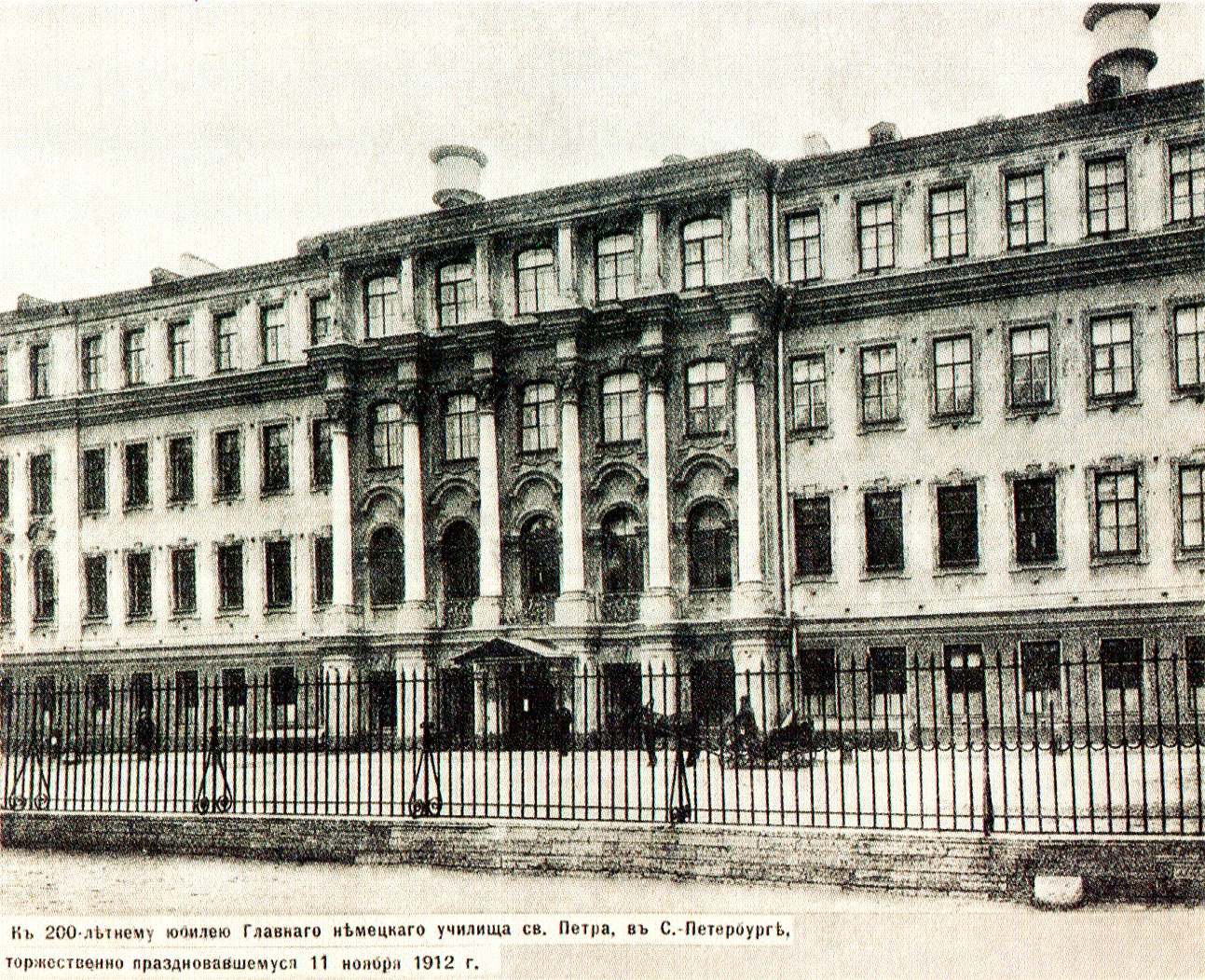
Die St. Petri-Schule drei Jahre vor Charms’ Einschulung 1915

Die alltägliche Korrespondenz im Elternhaus prägte Charms’ Hinwendung zur Schrift und zum Schreiben früh. Er lernte mit knapp fünf Jahren Lesen und konnte ganze Erzählungen auswendig; nach Angaben der Mutter schrieb er mit sechs Jahren fehlerfrei. Die Eltern förderten die sprachliche Entwicklung der Kinder, indem sie englisch- und deutschsprachige Erzieherinnen einstellten und den Besuch der prestigeträchtigen deutschsprachigen St. Petri-Schule ermöglichten. 1915 kam Charms in die erste Klasse, wo er neben Deutsch auch Englisch lernte. 1922 musste er die Schule jedoch wegen schlechter Noten und unangepassten Verhaltens vorzeitig verlassen. Anschließend besuchte er die Zweite Sowjetische Arbeiter-Einheitsschule im Petersburger Vorort Detskoje Selo, auf der er am 14. Juli 1924 die Hochschulreife erwarb.
Anschließend nahm Charms sein Studium am Elektrotechnikum in Leningrad auf, das er nach einem Jahr abbrach. Auch das 1926 begonnene Studium an der von Boris Eichenbaum geleiteten Filmabteilung des Instituts für Kunstgeschichte in Leningrad beendete er nicht. Seine Einträge in den Tagebüchern zeugen jedoch von seinem ernsthaften Interesse an den Inhalten des Studiums. Hier lernte er die beiden Regisseure Leonid Trauberg und Grigori Kosinzew kennen, die der experimentellen Theatergruppe FEKS angehörten, die sein Werk stark beeinflussten. Als Gemeinsamkeiten werden beispielsweise der trivialisierte Avantgardismus, das Spiel mit der Absurdität und die banalisierte Übersteigerung des Alltäglichen angesehen.
Im Frühjahr seines ersten Studienjahrs lernte Charms Ester Alexandrowna Rusakowa kennen, deren Ehe 1927 geschieden wurde. Rusakowa und Charms heirateten am 5. März 1928 und führten bis zur Scheidung 1933 eine temperamentvolle Ehe. In dieser Zeit 1928–1932 war Charms befreundet mit der Malerin und Illustratorin Alisa Poret, die jedoch nicht seine Gedichte und Erzählungen illustrierte (bis 1980). Im August 1933 begegnete Charms Marina Malitsch, die er am 16. Juli 1934 heiratete. Die beiden lebten – wie es in der damaligen Sowjetunion typisch war – in einer Gemeinschaftswohnung („Kommunalka“) zusammen mit Charms’ Eltern und der Familie seiner Schwester. Wie andere russische Schriftsteller auch, beispielsweise Joseph Brodsky, verarbeitete Charms in seinem Werk Szenen aus dem Leben in der Kommunalka.

### Von Juwatschow zu Charms
Charms unterschrieb seine Texte mit verschiedenen Pseudonymen: „Chcharms“, „Chorms“, „Protoplast“, „Iwanowitsch Dukon-Charms“, „Garmonius“ oder „Satotschnik“. Seinen Vornamen änderte er jedoch nicht. Sein häufigstes – „Charms“ – war als Künstlername im Pass eingetragen. Die Bedeutung ist nicht eindeutig geklärt. Vermutet werden Entlehnungen aus französisch charme (dt. „Zauber“), englisch charm (dt. „Zauber“) bzw. englisch harm (dt. „Schaden“, „Unglück“), aber auch lautliche Anlehnungen an den Namen seiner Deutschlehrerin Jelisaweta Harmsen sowie an den von Charms bewunderten Sherlock Holmes (russ. „Scherlok Cholms“) könnten eine Rolle gespielt haben. Sein ältestes überliefertes Gedicht aus dem Jahr 1922 unterschrieb er mit „D. Ch.“ und wird daher als ältester Beleg für das Pseudonym „Charms“ angesehen. In den Kinderzeitschriften und Kinderbüchern verwendete er „Kolpakow“, „Karl Iwanowitsch Schusterling“ und andere.
Charms pflegte einen für die damalige Zeit ungewöhnlichen Kleidungsstil, der mit Sherlock Holmes in Verbindung gebracht wurde. Dieser Hang wird bereits für den 18-Jährigen von einer Mitschülerin beschrieben: Charms trug beige-braune Kleidung, ein kariertes Jackett, Hemd und Krawatte, Golfhosen. Im Mund eine kleine Pfeife.
Nahestehende Menschen mahnen jedoch eine differenzierte Sichtweise an. So betont Jakow Druskin, dass viele Forscher Charms auf die zweijährige Phase von OBERIU, den extravaganten Kleidungsstil und die Inszenierung von Theateraufführungen reduzieren. Marina Malitsch, Charms’ Ehefrau, äußert sich ähnlich: „Leute, die sagen, Danja hätte eine Narrenmaske getragen, haben nicht ganz unrecht, denke ich. Wahrscheinlich hat diese Maske sein Verhalten tatsächlich bestimmt. Obwohl ich sagen muß: Die Maske erschien sehr natürlich, es war leicht, sich an sie zu gewöhnen.“ Peter Urban, der Charms als Erster ins Deutsche übersetzte, besuchte 1972 den Schriftsteller Nikolai Chardschiew (1903–1996) in Moskau, der Manuskripte von Charms besaß. Als Urban wissen wollte, wie Charms es ertragen hat, mit der Aussicht zu leben, nie auch nur eine Zeile veröffentlichen zu können, lautete die ganze Antwort von Chardschiew, der dabei weinte: „Charms war nicht für diese Welt geschaffen. Er war zu zerbrechlich, zu zart“.

### Kulturelles, soziales und politisches Milieu
Daniil Charms erlebte als Erwachsener den Umbruch zwischen zaristischer Vergangenheit und sowjetischer Zukunft. Als er im Revolutionsjahr 1905 geboren wurde, war St. Petersburg seit zwei Jahrhunderten Hauptstadt und bis 1918 Schauplatz aller wichtigen Revolutionen. Die nach der Oktoberrevolution einsetzende Hungersnot und der Bürgerkrieg ließ die Einwohnerzahl von 2,5 Millionen auf 722.000 im Jahr 1920 sinken. Auch die Familie Juwatschow verließ die Stadt und verbrachte einige Zeit im Haus der Großeltern mütterlicherseits in der Gegend von Saratow.
Mit dem Umsturz endete auch das Silberne Zeitalter mit seinen literarischen Hauptströmungen Symbolismus, Akmeismus und Futurismus. Die heterogene, provokative Richtung des Futurismus spielte besonders mit den Wortwurzeln und Klangelementen der Sprache und war Vorbild für Charms. In der Malerei drückte sich der Futurismus in der abstrakten Kunst aus, deren wichtigster Vertreter in St. Petersburg Kasimir Malewitsch („Kubofuturismus“) war.

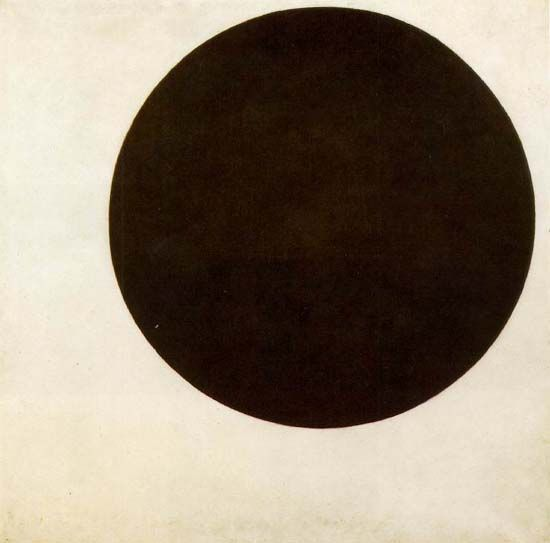
„Sein bestes Werk müßte ich unbedingt ansehen“, forderte Charms seine Ehefrau Marina zum Besuch einer Ausstellung von Kasimir Malewitsch auf. „Und es steht mir bis heute vor Augen: ein schwarzer Kreis im weißen Quadrat.“

1925 lernte Charms den Dichter Alexander Wwedenski kennen, der seit der gemeinsamen Schulzeit mit dem Philosophen Leonid Lipawski und Jakow Druskin befreundet war. Charms fand Anschluss an diesen Kreis, mit dem er sein Leben lang eine enge Freundschaft über alle Gruppierungen hinweg pflegte. Druskin nennt in seinen Tagebüchern Namen und Titel, die ihn und seine Freunde prägten. Dazu gehören die Philosophen Nikolai Losski und Wladimir Solowjow, die Dichter und Futuristen Welimir Chlebnikow, Alexei Krutschonych und der frühe Majakowski sowie die Filme Das Cabinet des Dr. Caligari oder Dr. Mabuse, der Spieler. Als prägende Schriftsteller werden Gustav Meyrink, Knut Hamsun und besonders die Werke von Sigmund Freud genannt, von denen bis zum Verbot 1936 allein im Staatsverlag 28 der 50 russischen Übersetzungen erschienen waren. In den 1920er Jahren hatte die psychoanalytische Bewegung in der Sowjetunion ihren Höhepunkt und beschäftigte auch andere Vertreter der Avantgarde.

### Künstlerische Zirkel und erste Verhaftung
Charms war nicht nur in verschiedenen, unterschiedlichen künstlerischen Gruppierungen, er pflegte auch sonst vielfältige Kontakte, die über seine systematisch geführten Aufzeichnungen namentlich erschlossen werden können. Darunter befanden sich etwa 150 Schriftsteller, mehr als 60 Schauspieler und Regisseure sowie um die 50 Maler.
1925 traf Charms den Dichter und Kunstwissenschaftler Alexander Tufanow, der mit seiner Dichtung an Welimir Chlebnikow anknüpfte, für seine phonematischen Experimente bekannt war und zu den letzten gehörte, der noch in der zaum’-Lauttradition schrieb. Die erste Schriftstellervereinigung, der Charms beitrat, war der von Tufanow gegründete Orden DSO. Im Herbst 1925 benannten sie sich in Samowtschina um und anschließend in Linke Flanke.
Gemeinsam mit Wwedenski formierte Charms 1926 die Vereinigung der Tschinari (dt. „Rang“, „Beamter“), einen privaten Freundeskreis, in dem die beiden Philosophen Druskin und Lipawski eine wichtige Rolle spielen und der sich vor allem mit religiösen Fragen beschäftigte. Erhalten sind die Protokolle der Gespräche aus den Jahren 1933 und 1934.
Auch in offiziellen Verbänden war Charms Mitglied. So wurde er am 26. März 1926 in den Allrussischen Dichterverband aufgenommen, aus dem er jedoch wegen nichtgezahlter Mitgliedsbeiträge am 30. September 1929 wieder ausgeschlossen wurde. Am 1. Juli 1934 trat er dem 1932 gegründeten Schriftstellerverband der UdSSR bei.

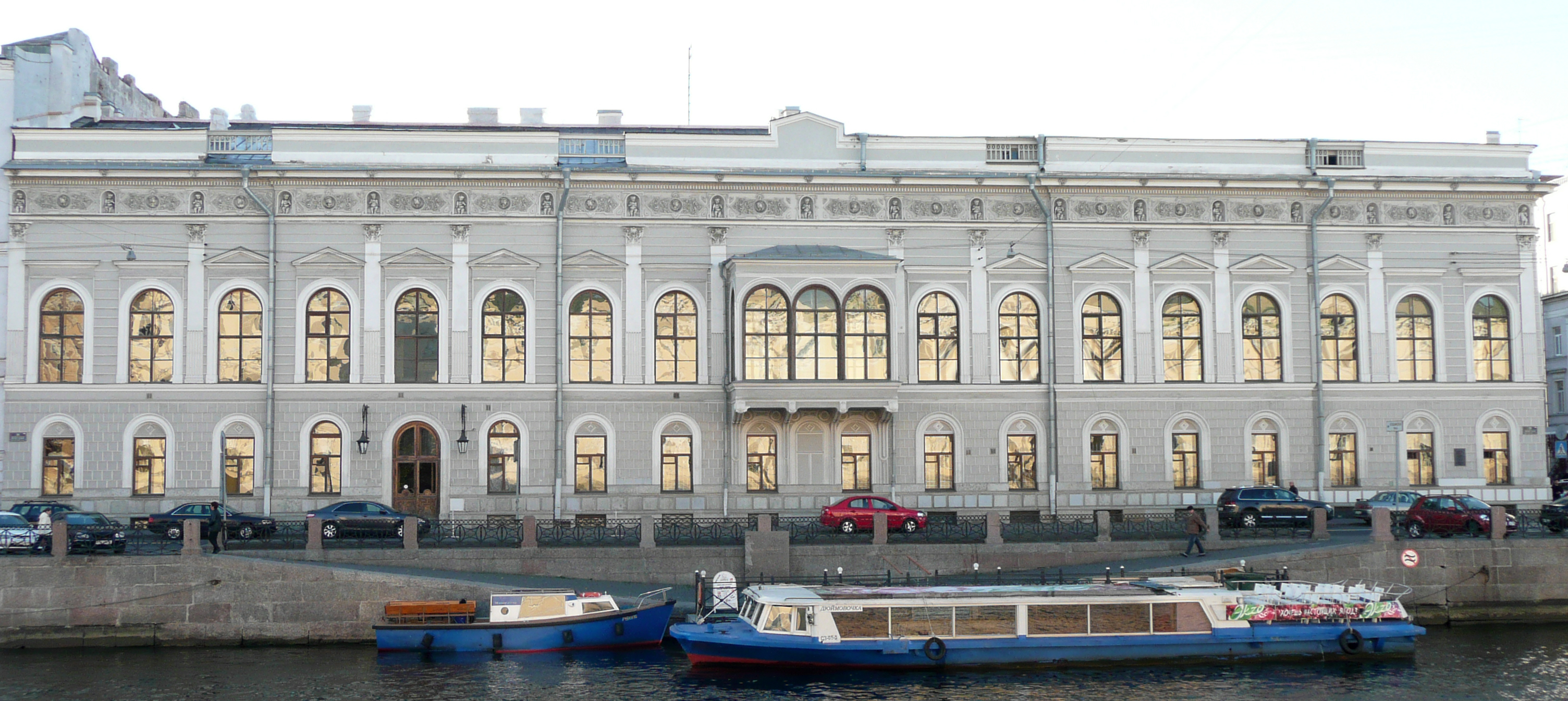
Uraufführung des Theaterstücks Jelisaweta Bam Januar 1928 im Haus der Presse, Fontanka 21

1927 gründete er zusammen mit Wwedenski und Nikolai Sabolozki die Künstlervereinigung OBERIU (dt. „Vereinigung der Realen Kunst“), die in ihrem Manifest die Berechtigung verschiedener Kunstrichtungen – Literatur, Bildende Kunst, Theater und Film – nebeneinander forderte. Die erste öffentliche Veranstaltung Drei linke Stunden fand am 24. Januar 1928 im Haus der Presse statt. Während der ersten Stunde, die unter dem Motto Die Kunst ist ein Schrank stand, krochen, gingen oder saßen die Oberiuten auf einem schwarz lackierten Schrank. In der Theaterstunde wurde Charms’ Stück Jelisaweta Bam uraufgeführt. Der selbstgedrehte Antikriegsstummfilm Der Fleischwolf wurde in der dritten Stunde von Live-Jazzmusik begleitet gezeigt.
Im April 1930 wurde OBERIU nach kommunistischer Zeitungskritik von der politischen Führung für staatsfeindlich erklärt und verboten.
Seinen vermutlich letzten Auftritt vor einer größeren Öffentlichkeit hatte Charms auf der Trauerfeier für Malewitsch, als er am 17. Mai 1935 in dessen Wohnung sein Gedicht Auf den Tod Kasimir Malewitsch’ vortrug. Spätere Auftritte fanden nur noch vor Kindern und Jugendlichen statt.
Er sah nur zwei seiner Gedichte für Erwachsene gedruckt: 1926 Vorfall auf der Eisenbahn (russ. „Slučaj na železnoj doroge“) im Lyrikalmanach des Allrussischen Dichterverbands, und 1927 Gedicht des Pjotr Jaschkin (russ. „Stich Pjotra Jaškina“) in einem Sammelband des Leningrader Dichterverbands. Seine Prosawerke, Theaterstücke und Gedichte kannten nur wenige, nahestehende Menschen. Geplante Buchpublikationen scheiterten. Beispielsweise stellte er im August 1928 einen Sammelband zusammen, der in Paris erscheinen sollte („Tamisdat“). Auch der im Frühjahr 1929 gemeinsam mit anderen Leningrader Autoren geplante Sammelband Die Wanne des Archimedes konnte nicht erscheinen.

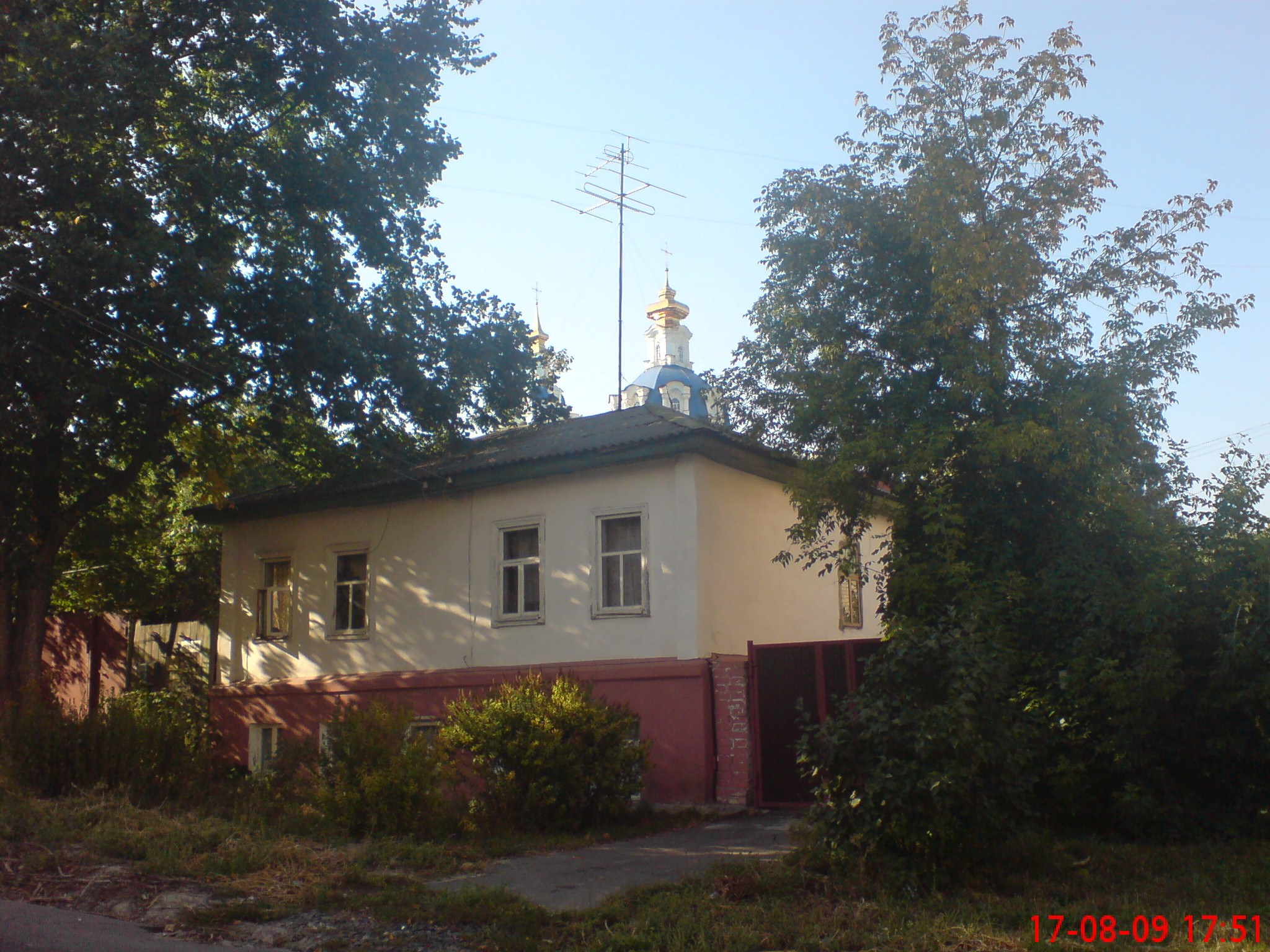
In diesem Haus lebten Charms und Wwedenski während der Verbannung in Kursk im Jahr 1932

Charms wurde das erste Mal am 10. Dezember 1931 verhaftet unter der Anschuldigung der „Gründung einer antisowjetischen monarchistischen Organisation im Bereich der Kinderlitaratur“, sie seien „absichtlich mit sinnlosen Gedichten aufgetreten, um die Arbeiter vom Aufbau des Sozialismus abzulenken.“. Das gleiche Schicksal ereilte Tufanow, Wwedenski, Bachterew und andere Schriftsteller. Am Tag nach der Verhaftung gab Charms zu Protokoll:

„Ich arbeite im Bereich der Literatur. Ich bin kein politisch denkender Mensch, sondern die Frage, die mir nahesteht, ist: die Literatur. Ich erkläre, daß ich im Bereich der Literatur mit der Politik der Sowjetregierung nicht einverstanden bin, und wünsche als Gegengewicht zu den in diesem Punkt bestehenden Maßnahmen die Freiheit der Presse, sowohl für mein eigenes Werk als auch für das literarische Schaffen der mir nahestehenden Literaten, die mit mir eine eigene literarische Gruppe bilden.“

Im Frühjahr 1932 wurde er wegen „Beteiligung an einer antisowjetischen illegalen Vereinigung von Literaten“ zu drei Jahren Verbannung nach Kursk gemeinsam mit Wwedenski verurteilt. Sein Vater bewirkte die vorzeitige Freilassung nach Leningrad am 18. November 1932.
Die russische Lyrikerin und Essayistin Olga Martynowa erinnert jedoch auch an das Alltägliche, das Dichter in einem totalitären Staat erleben. Es gäbe nicht nur Hausdurchsuchungen und Verhaftungen, sondern auch das Gefühl,

„nicht zugehörig zu sein, arm zu sein, schlecht gekleidet zu sein, in einem dürftigen Ambiente zu wohnen, den anderen, die über bessere Anpassungsfähigkeiten verfügen, als ein sonderbarer Kauz vorzukommen. Man muss sehr widerstandsfähig sein, um sich von der allgemeinen Ästhetik abzuwenden und in einem winzigen Kreis eine autonome Welt zu schaffen.“

### Schriftsteller und Rezitator für Kinder
Die Kinderbuch- und Zeitschriftenkultur entwickelte sich ab Mitte der 1920er Jahre in der Sowjetunion. Die Leningrader Abteilung für Kinderliteratur des Staatsverlags wurde seit 1925 von Samuil Marschak gemeinsam mit Nikolai Oleinikow und Jewgeni Schwarz geleitet. Marschak gilt neben Kornei Tschukowski als Klassiker der sowjetischen Kinderliteratur. Mit Maxim Gorkis Rückendeckung konnte er sich bis Mitte der 1930er Jahre eine gewisse Unabhängigkeit bewahren. Für ältere Kinder wurde ab 1928 die Zeitschrift Josch (dt. „Igel“) und für jüngere ab 1930 die Zeitschrift Tschisch (dt. „Zeisig“) herausgegeben. Beide Zeitschriften besaßen in den ersten Jahren einen spielerischen, künstlerischen und intellektuellen Reichtum, der von den Oberiuten sehr geprägt werden sollte.

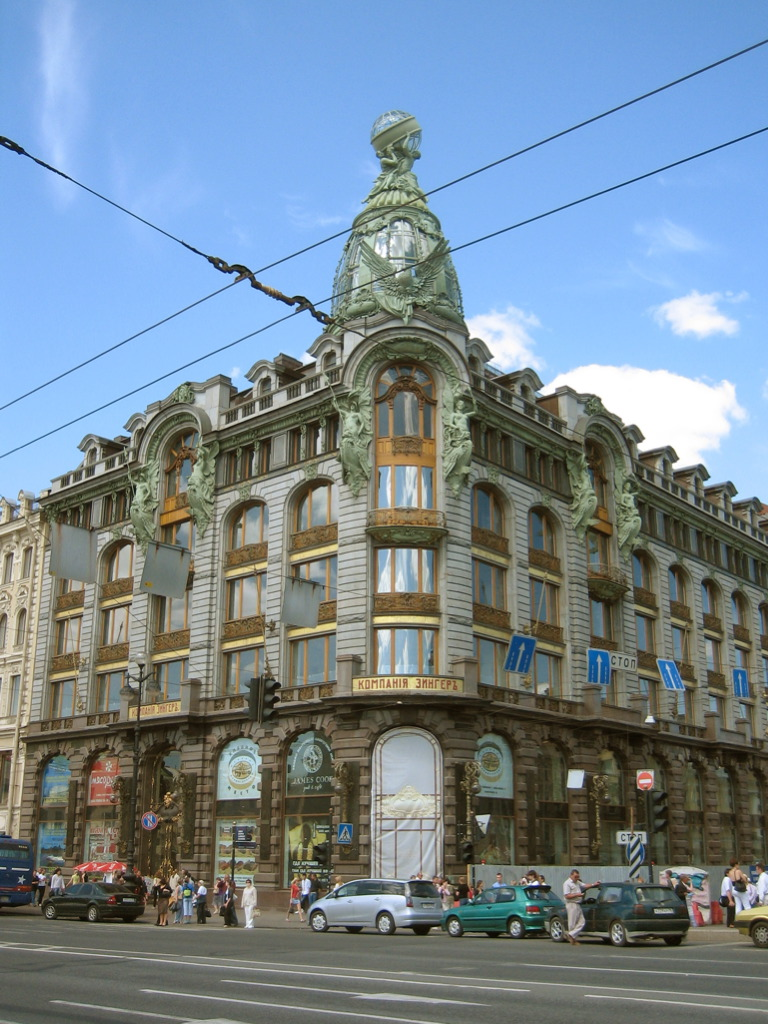
Die Redaktion für Kinderliteratur befand sich im Haus des Buches (auch: Singer-Haus). Von einem Balkon wurde das bekannte Profilbild Charms’ aufgenommen, der gerade auf den Newski-Prospekt hinunterschaut

Nach der Veranstaltung Drei linke Stunden bot Marschak den Oberiuten die Mitarbeit an. Obwohl Charms noch nie für Kinder geschrieben hatte, sah Marschak in den Sprachspielen und bisweilen mystischen Inhalten seiner Erwachsenenliteratur Umsetzungsmöglichkeiten für Kinderliteratur. Er verstand, dass alles, was an den Oberiuten kritisiert wurde – die zaum’-Lyrik, übermäßige Beachtung der Form, Wortschöpfungen u. a. – ein Vorteil in der Kinderliteratur sein würde. Zur damaligen Zeit war es nicht ungewöhnlich, dass Autoren für Erwachsene auch für Kinder schrieben wie in St. Petersburg beispielsweise Ossip Mandelstam, Boris Pasternak, Nikolai Tichonow, Wiktor Schklowski und Michail Slonimski.
In den folgenden Jahren erschienen im Josch, im Tschisch und als eigenständige Buchpublikationen zahlreiche Texte von Charms und begründeten seinen Ruf als Schriftsteller für Kinder. Bereits 1928, dem ersten Jahr seiner Mitarbeit, wurden sein Gedicht Iwan Iwanowitsch Samowar und die drei Erzählungen Die Reise nach Brasilien oder Wie Kolja Pankin nach Brasilien flog und Petja Erschow ihm nichts glauben wollte, Erstens und zweitens und Die alte Frau, die Tinte kaufen wollte im Josch gedruckt; außerdem erschienen vier Kinderbücher mit einem Umfang von ein bis zwei Bogen Papier in Massenauflagen. In den folgenden Jahren kamen nicht selten nach Abdruck im Josch oder Tschisch gleichnamige Bücher als eigenständige Publikationen heraus wie beispielsweise die von Wladimir Tatlin illustrierte Erzählung Erstens und zweitens oder der von Wera Jermolajewa illustrierte Gedichtband Iwan Iwanowitsch Samowar. Diese Bücher erreichten zu Lebzeiten Charms’ bis zu 20 Auflagen. Im Januar 1934 erfand er die Figur der Klugen Mascha für den Tschisch, die Abenteuer bestehen musste. Bei den Kindern sehr beliebt, bekam sie viele Briefe und Anrufe. 1940 kam sein letztes Kinderbuch Fuchs und Hase heraus und im Frühjahr 1941 wurden die letzten Erzählungen im Tschisch gedruckt.
Seine Kindergedichte weisen einen Nonsens-Charakter auf und die anekdotischen Gedichte erinnern an seine Erwachsenenliteratur, er schrieb aber auch philosophische Gedichte und verwendete in Erzählungen Wort- und Satzspiele.
Aber nicht nur in gedruckter Form, sondern auch bei Rezitationen in Clubs oder Pionierpalästen trat Charms auf. Die Begeisterung der Kinder wird von einigen Zeitzeugen in deren Erinnerungen beschrieben:

„Die Kinder ließen sich von Charms’ finsterem Aussehen nicht täuschen. Sie hatten ihn nicht nur sehr gern, er verzauberte sie förmlich. Ich habe Charms oft auftreten sehen und hören. Und immer das gleiche. Der Saal lärmt. Daniil Charms kommt auf die Bühne und murmelt etwas. Nach und nach werden die Kinder still. Charms spricht nach wie vor leise und finster. Die Kinder lachen prustend. Dann verstummen sie – was sagt er? […] Dann konnte er mit den Kindern machen, was er wollte – sie schauten ihm atemlos auf den Mund, völlig gefangen vom Wortspiel, vom Zauber seiner Gedichte, von ihm selbst.“

Dabei wird überliefert, er habe Kinder nicht ausstehen können, und sei darauf sogar stolz gewesen. Private Korrespondenz zeigt, dass er durchaus unkonventionell über Kinder gesprochen hat. Mit dieser scheinbaren Diskrepanz wurde jedoch auch die Anziehungskraft seiner Texte erklärt: „Das Angebot der Kommunikation […] pocht dadurch auf seine Ernsthaftigkeit, dass es diese erschwert und die Distanz der Standpunkte betont.“

### Zweite Verhaftung und Tod
Auf dem Höhepunkt des Großen Terrors 1937 wurde Charms erneut politisch angegriffen. Dieses Mal wegen eines Gedichts im Tschisch, in dem ein Mensch aus dem Haus geht, verschwindet und nicht wieder zurückkehrt. Seine Wahrnehmung der Situation verdeutlicht der Tagebucheintrag vom 1. Juni:

„Eine noch schrecklichere Zeit ist für mich gekommen. Im Detizdat [dt. ‚Verlag für Kinderliteratur‘] haben sie sich an irgendwelchen Gedichten von mir gestoßen und fangen an, mich zu unterdrücken. Man druckt mich nicht mehr. Man zahlt mir das Geld nicht aus und begründet das mit irgendwelchen zufälligen Verzögerungen. Ich fühle, dort geht etwas Geheimes, Böses vor. Wir haben nichts zu essen. Wir hungern fürchterlich.“

Im folgenden Jahr konnte er gar nichts mehr veröffentlichen. Ob Charms tatsächlich Assoziationen mit verhafteten Menschen wecken wollte, was ziemlich gefährlich gewesen wäre, ist ungeklärt. Seine Ehefrau bringt eine andere Lesart ins Spiel, da ihr Charms in jener Zeit vorgeschlagen habe, einfach wegzugehen und sich im Wald zu verstecken.
Aber nicht nur die wirtschaftliche Situation war bedrohlich, auch sein soziales Gefüge änderte sich radikal: am 3. Juli Verhaftung von Nikolai Oleinikow, der am 24. November 1937 erschossen wurde; Verbannung von Oleinikows Frau; der verantwortliche Redakteur des Joschs starb im Lager, die Redaktionssekretärin des Kinderbuchverlags verbrachte 17 Jahre im Lager; am 6. August weitere Verhaftungen von Mitarbeitern des Kinderbuchverlags, von denen manche ermordet wurden wie der Physiker Matwei Bronstein; am 28. August Verhaftung der Familie von Charms’ erster Frau: Ester kam 1938 im Lager um, ihre vier Geschwister wurden zu 10 Jahren Lager verurteilt; am 5. September Zerschlagung von Marschaks Redaktion und Flucht von Marschak; am 14. September Verhaftung des ehemaligen Redaktionssekretärs des Joschs.
Am 23. Oktober 1937 schrieb Charms in sein Tagebuch:

„Mein Gott, ich habe nurmehr eine einzige Bitte an Dich: vernichte mich, zerschlage mich endgültig, stoße mich in die Hölle, laß mich nicht auf halbem Wege stehen, sondern nimm von mir die Hoffnung und vernichte mich schnell, in Ewigkeit.“

Und eine Woche später: „Mich interessiert nur der ‚Quatsch‘, was keinerlei praktischen Sinn hat. Mich interessiert das Leben nur in seiner unsinnigen Erscheinung.“

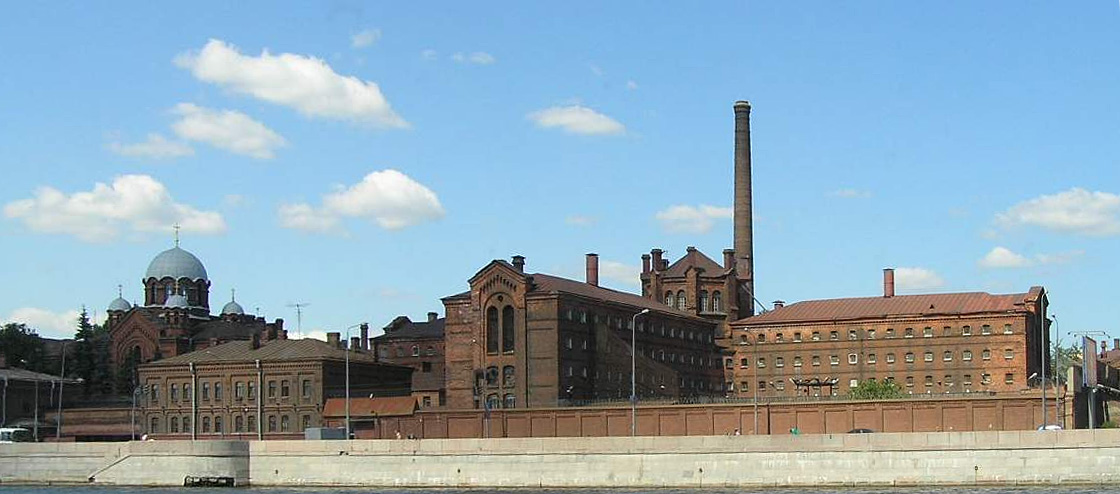
Im Dezember 1941 wurde Charms in das Gefängnis Kresty überstellt

Zwei Monate nach dem deutschen Überfall auf die Sowjetunion wurde Charms am 23. August 1941 zum zweiten Mal verhaftet. Dieses Mal wurde ihm die Verbreitung defätistischer Propaganda vorgeworfen. Im rechtsmedizinischen Gutachten vom gleichen Tag heißt es: „Er ist orientierungsfähig. Er hat fixe Ideen, die Wahrnehmung ist gemindert. Er gibt absonderliche Vorstellungen von sich.“ Diagnostiziert wird „Psychose (Schizophrenie?)“. In weiteren Vernehmungen bestritt Charms, Verbrechen gegenüber der Sowjetunion ausgeübt zu haben. Am 2. September wurde er in die benachbarte Gefängnispsychiatrie überstellt und dort am 10. September erneut für geisteskrank erklärt. Dieser Befund stützt sich auf das Gutachten vom Herbst 1939, als Charms eine Schizophrenie simulierte, um vom Dienst im Sowjetisch-Finnischen Krieg befreit zu werden. Damit hätte Charms entlassen werden müssen, am 26. November 1941 belastete ihn jedoch eine NKWD-Agentin schwer. Die Anklage am 7. Dezember lautete:

„Aufgrund des Resultats der gerichtspsychiatrischen Untersuchung vom 10.IX.1941 wird der Angeklagte Juvačëv-Charms in der ihm zur Last gelegten Schuld für geisteskrank und unzurechnungsfähig erklärt. [… Er] hat sich bis zu seiner völligen Genesung in eine psychiatrische Heilanstalt zur Zwangsheilung zu begeben.“

Mitte Dezember erfolgte die Einweisung Charms’ in die psychiatrische Anstalt des Leningrader Kresty-Gefängnisses. Seine Ehefrau konnte ihn aus Unkenntnis seines Aufenthalts erst im Februar 1942 besuchen. Bei der Anmeldung erhielt sie die Auskunft: „Gestorben am zweiten Februar.“ Die mutmaßliche Todesursache während der Leningrader Blockade ist Unterernährung. Sterbe- und Bestattungsort sind unbekannt.

## Überlieferungs- und Publikationsgeschichte

### 1941 bis 1988: Die Kunst ist im Schrank

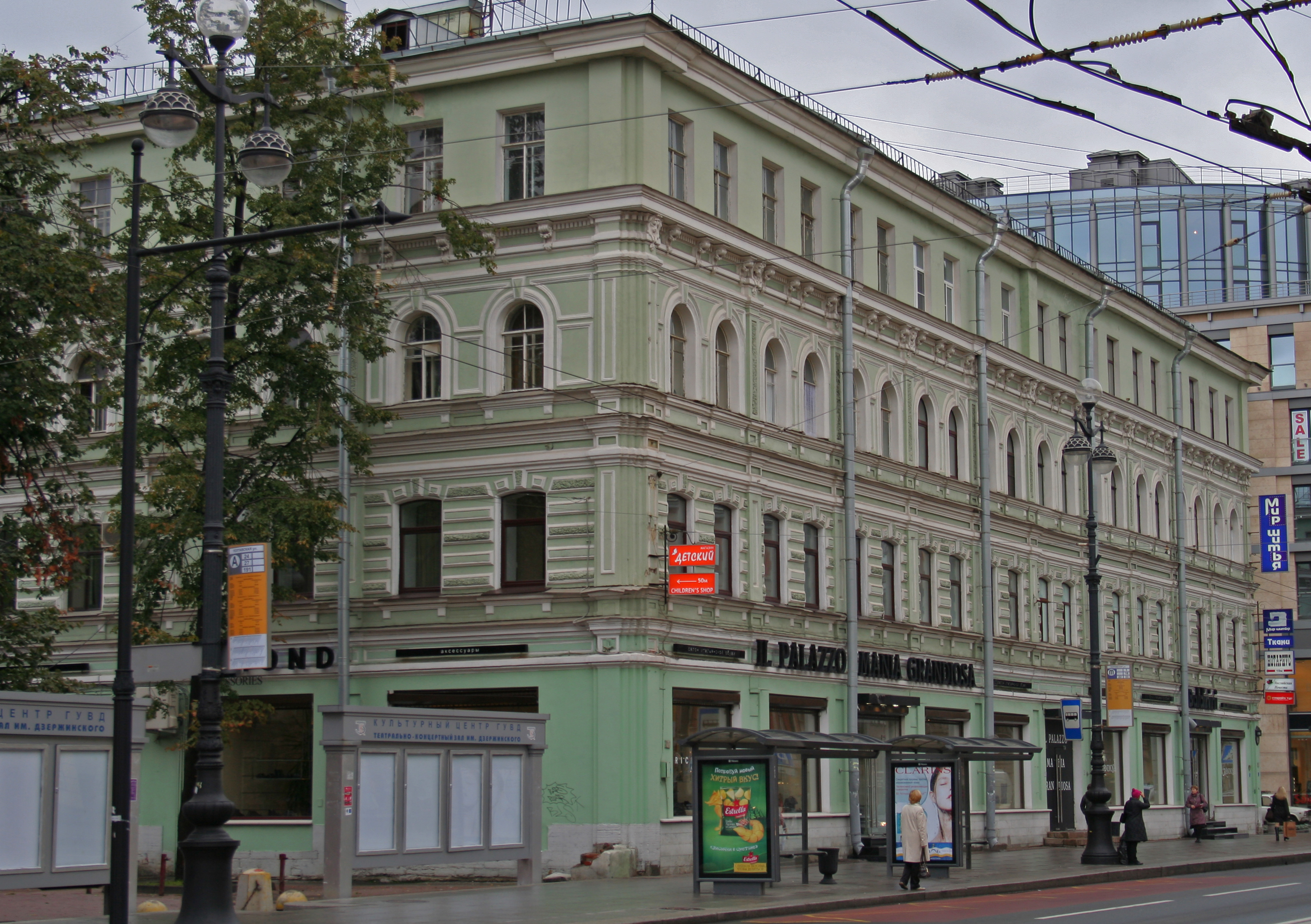
Newski-Prospekt Nr. 150. Hier bewahrte Jakow Druskin von 1944 bis 1978 den Nachlass von Charms in seinem Zimmer einer Kommunalka auf

Charms’ Aufzeichnungen blieben nach Auszug seiner Ehefrau in der Kommunalka. Im September zerstörte eine Bombe einen Teil des Hauses, woraufhin Druskin im Oktober gemeinsam mit Charms’ Ehefrau alle Manuskripte zusammensuchte und sie in seine Wohnung brachte. Als Druskin von Charms’ Tod erfuhr, den er zunächst nicht glauben wollte, schrieb er am 10. Februar 1942 in sein Tagebuch: „In der letzten Zeit sprach D. I. über das Opfer. Wenn sein Tod ein Opfer ist, dann ein allzu großes. Jetzt verpflichtet es.“
Im Juni 1942 wurde er in den Ural evakuiert, nahm die Manuskripte mit, und versteckte sie nach seiner Rückkehr 1944 ins befreite Leningrad – neben denen von Charms auch die von Wwedenski und Nikolai Oleinikow – in einem Schrank unter einem Haufen alter Bücher, aus Angst vor Verfolgung, aber in den ersten 15 Jahren auch in der Hoffnung auf Rückkehr der Verhafteten.
In den 1960er Jahren begann er die Manuskripte den Literaturwissenschaftlern Michail Meilach, den er über seinen Bruder kennengelernt hatte, und Anatoli Alexandrow zu zeigen, deren Abschriften sich im Untergrund verbreiteten („Samisdat“). Der amerikanische Slawist George Gibian wollte sie im Ausland drucken lassen, was Druskin ablehnte, da er auf eine Veröffentlichungsmöglichkeit im eigenen Land hoffte. Dennoch erschien 1971 ein von Gibian herausgegebener englischsprachiger Band und drei Jahre später in Würzburg einer auf Russisch. Mit dem Ergebnis unzufrieden, stimmte Druskin schließlich einer Publikation im Ausland zu. Von 1978 bis 1980 erschienen in Bremen die von Meilach und Wladimir Erl edierten ersten drei Bände der ersten russischsprachigen Werkausgabe. Der in Leningrad lebende Meilach musste u. a. wegen dieser Herausgeberschaft vier Jahre im Arbeitslager Perm 36 verbringen. Nach seiner vorzeitigen Entlassung während der Perestrojka gab er 1988 in Bremen den vierten Band heraus – zeitgleich mit der ersten sowjetischen Ausgabe von Alexandrow.
Kurz vor seinem Tod überließ Druskin 1978 die Originalmanuskripte öffentlichen Einrichtungen: Die Kinderliteratur dem Puschkinhaus und die Erwachsenenliteratur der Nationalbibliothek in Leningrad, jedoch nicht die privaten Aufzeichnungen wie Tagebücher oder Briefe. Weitere Texte in kleinerem Umfang befanden sich auch noch bei anderen in Privatbesitz. Anfang der 1990er Jahre tauchte ein Teil verloren geglaubter Gedichte, Briefe und Tagebuchnotizen in der OGPU-Akte der Verhaftung von 1931 auf.

### Zweite russische Avantgarde
Charms’ Schicksal gleicht dem vieler Schriftsteller der Sowjetunion, deren Literatur in eine in unterschiedlichem Grad unterdrückte Inlandsliteratur und in eine freie Auslandsliteratur geteilt war. Die Entstalinisierung brachte Ende der 1950er Jahre ein kulturelles Tauwetter, das 1964 mit Nikita Chruschtschows Sturz endete. Im gleichen Jahr, in dem von Alexander Solschenizyn der Roman Ein Tag im Leben des Iwan Denissowitsch erschien, erreichte die Schriftstellerin und Kinderbuchautorin Lidija Tschukowskaja die Neuauflage von Charms’ Kinderbuch Igra. Stichi dlja detej (dt. „Spiel. Gedichte für Kinder“). 1967 kam der Sammelband Čto eto bylo? (dt. „Was war das?“) heraus. Viele seiner Gedichte und Erzählungen wurden auch als Einzelbeiträge gedruckt und machten ihn damit einer weiteren Generation von Kindern bekannt. In der Literaturnaja gaseta wurden 1967 Charms’ Anekdoten über Puschkin veröffentlicht. Im gleichen Jahr lud Juri Lotman Alexandrow und Meilach ein, Gedichte auf einer studentischen philologischen Konferenz in Tartu vorzustellen, die unter den Slawisten positiv aufgenommen wurden.
In der öffentlichen Wahrnehmung blieb Charms bis Ende der 1980er Jahre ein humoristischer Autor für Kinder. Im privaten Raum formte sich dagegen eine zweite russische Avantgarde, bei der sich Abschriften der verbotenen Autoren verbreiteten. Einer der führenden Vertreter, der Moskauer Wsewolod Nekrassow, erinnert sich:

„Die hand- oder maschinenschriftlichen Gedichte Pasternaks, Zwetajewas, Charms’ oder Mandelstams wurden doch tatsächlich in der Mitte der fünfziger Jahre gelegentlich noch bei dem ein oder anderen in Vorratsdosen zusammen mit Getreidekörnern aufbewahrt. Ist das komisch oder schrecklich? […] Für den Fall aber, daß von den Hinterlassenschaften etwas aufflog, konnten die Gedichte mit einem jähen Klopfen an der Tür in Angst und Schrecken versetzen, in Unterredungen verwickeln und zu Informanten treiben – das kam auch vor. Mit einem Wort, unter solch angsterfüllter Beziehung zum Manuskript gab es nichts zu lachen.“

In Moskau verbreiteten sich u. a. von Ilja Kabakow Charms’ Texte. Der Konzeptkünstler Wiktor Piwowarow, dessen Schreiben und Zeichnen von Charms’ beeinflusst wurde, beschreibt die Atmosphäre Anfang der 1970er Jahre:

„Eine dieser verhältnismäßig umfangreichen Abschriften von Gedichten, Erzählungen und der Elizaveta Bam hatte jemand Kabakov geschenkt, und wir lasen sie mit Begeisterung laut vor. Überhaupt waren das Jahre von Charms, die Empfindung des fröhlich-düsteren Absurden lag in der Luft.“

1977 wurde ein aufwendiger Samisdat-Band von dem Moskauer Waleri Abramkin hergestellt, dessen Textgestalt dank Alexandrow vergleichsweise gut war.

### Flug in den Himmel ab 1988?

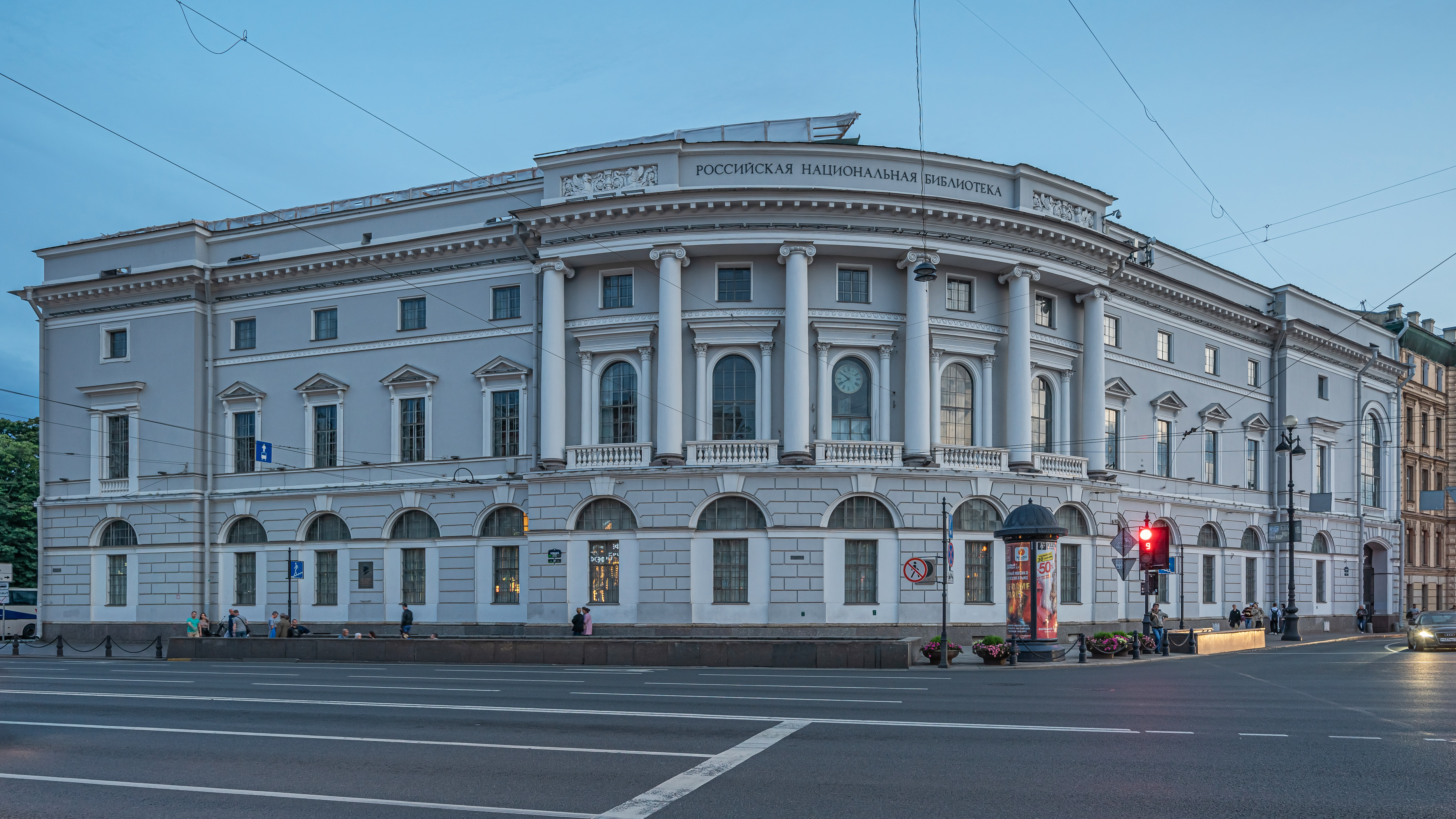
Seit 1978 befindet sich die Mehrheit der Originalmanuskripte in der Handschriftenabteilung der Nationalbibliothek

Die Perestrojka ermöglichte 1988 die erste Ausgabe von Charms’ Werk auf sowjetischem Boden, die mit dem Titel Flug in den Himmel erschien. Eine größere Verbreitung gelang zunächst nicht, da die ökonomische Situation nur kleine Auflagen erlaubte. Zusätzlich erschwerte die jahrzehntelange verstreute Aufbewahrung der Manuskripte der verfolgten Oberiuten Sammelpublikationen sehr. Für Meilach ging die Veröffentlichung privater Aufzeichnungen, denen Charms niemals zugestimmt hätte, zu weit. Scharfzüngig kritisierte er die „primitiv-freudianischen Deutungen“, die manche Briefe und Tagebucheinträge hervorriefen. Zwischen 1994 und 2010 erschienen Ausgaben mit Texten der Oberiuten ohne die von Wwedenski, da sich Wladimir Glozer, der Sohn seiner zweiten Ehefrau, das Urheberrecht sicherte und hohe Geldsummen forderte. Der Sohn aus der zweiten Ehe von Charms’ Frau strengte dagegen eine Urheberrechtsklage vor einem deutschen Gericht an: In einem Urteil vom September 2011 wurde die Verbreitung der Übersetzungen Urbans, die in der Friedenauer Presse veröffentlicht wurden, wegen Wiederaufleben des Urheberrechts untersagt. Die Urheberrechtsfrage wird kontrovers beurteilt: Während Meilach Glozer als prozesssüchtig bezeichnet, sieht Alexander Nitzberg in ihm den Sicherer von Urheberrechten inmitten „zahlloser Raubdrucke und kommerzieller Ausbeutung“.
Charms schrieb ausschließlich mit der Hand. Sein Nachlass besteht aus über dreißig Heften, Notizbüchern und unzähligen Einzelblättern unterschiedlichster Herkunft: Kalender, Telegrammformulare und andere Vordrucke jeglicher Art wie beispielsweise bürokratische und propagandistische Materialien, Friedhofsformulare oder Rechnungen. Charms hat nichts weggeworfen, daher sind Texte im Entwurfsstadium ebenso erhalten wie abgeschlossene Fassungen. Da er nur sehr wenige Textzyklen wie beispielsweise die Fälle angeordnet hat, müssen die Herausgeber die Texte zusammenstellen.
Mit orthographisch abweichenden Schreibweisen, bei denen nicht immer klar ist, ob sie beabsichtigt sind, wurde in den russischen Editionen unterschiedlich umgegangen: Michail Meilach und Alexander Kobrinski korrigierten Schreibfehler, die sie für unbeabsichtigt hielten, und wiesen im textkritischen Apparat darauf hin, während Wladimir Glozer und Waleri Saschin die Texte punktgenau wiedergeben wollten, was ihnen nicht immer gelang. Diese Praxis führte unter den Herausgebern zu manchmal heftigen Diskussionen über den adäquaten Umgang mit den Originalmanuskripten.

## Werk
Charms’ Texte unterscheiden sich von allem, was damals gedruckt wurde. Sein schriftstellerischer Nachlass umfasst die meisten literarischen Gattungen: Prosa, Gedichte, Theaterstücke, Anekdoten, Märchen, Dialoge, Kurz- und Kürzestgeschichten sowie Tagebucheinträge, Briefe und Zeichnungen. Charakteristisch ist die Kürze seiner Texte, der längste erreicht die Länge einer Kurzgeschichte. Übereinstimmend wird in der Literaturwissenschaft ab 1932 eine poetologische Neuorientierung festgestellt, die mit der Erfahrung der Verbannung und dem Auftrittsverbot erklärt wird. In einer neueren Untersuchung wird sein Frühwerk zusätzlich in eine Wort- und Lautorientierte sowie in eine theatralisierte Dichtung unterschieden.

### Laut- und Wortorientierte Dichtung der 1920er Jahre
In dieser Phase wandte Charms die von Chlebnikow und Krutschonych entwickelten Techniken der Zerstörung der Wortbedeutung durch Neologismen und unkorrekte Satzstrukturen an. In Anlehnung an eine futuristische Kunstsprache wird sie auch zaum’-Phase genannt. In Charms’ Werk finden sich zaum’-Elemente bis etwa 1930, danach schrieb er nur noch vereinzelt zaum’-Gedichte. In der zaum’-Lyrik werden vertraute semantische Zusammenhänge vorgetäuscht und dann aufgelöst wie beispielsweise in Mit wem sind wir auf Wu (russ. „S kem my na ky“) statt Mit wem sind wir auf Du. Wort- und Klangeigenschaften spielen also eine wichtige Rolle. Typisch für Charms ist auch die Erfindung von magischen Wörtern und Zauberformeln wie foken, poken, zoken, moken.
Ein titelloses Gedicht in Form eines Kinderreims vom Oktober 1929 zeigt die Zerstörtheit des Alltags, indem „nichts“ gesagt wird:
| Все все все деревья пиф Все все все каменья паф Вся вся вся природа пуф Все все все девицы пиф Все все все мужчины паф Вся вся вся женитьба пуф Все все все славяне пиф Все все все евреи паф Вся вся вся Россия пуф. | Bäume alle alle alle piff Steine alle alle alle paff Natur ganz ganz ganz puff Mädchen alle alle alle piff Männer alle alle alle paff Ehe ganz ganz ganz puff Slaven alle alle alle piff Juden alle alle alle paff Rußland ganz ganz ganz puff |

In der Ursprungsfassung beschrieb die letzte Strophe mit den Begriffen „Theater“, „Zeitschriften“ und „Kunst“ den kulturellen statt des gesellschaftlichen Zerfalls.

### Theatralisierte Dichtung (ab 1926 bis 1932)
In der sogenannten OBERIU-Phase bzw. oberiutischen Phase widmete Charms sich dem Theater. Sie begann um 1926 – als er sein Studium an der Filmabteilung aufnahm – und dauerte bis 1932. In seinem Text Gegenstände und Figuren (russ. „Predmety i figury“) setzt sich Charms mit dem Objekt und dem menschlichen Bewusstsein auseinander. Demnach besitzt jeder Gegenstand eine graphische Bedeutung, eine Zweckbestimmung, eine Bedeutung des emotionalen und eine Bedeutung des ästhetischen Einwirkens auf den Menschen. Die fünfte Bedeutung sei der freie Wille des Gegenstands. Als Beispiel führt Charms den Schrank ein: „Die fünfte Bedeutung des Schrankes – ist der Schrank.“ Mit dieser Umschreibung des Gegenstands als ein Spannungsverhältnis zwischen relativen und absoluten Wesen nimmt Charms die zentralen Aussagen vom Manifest der Oberiuten vorweg.
Charakteristisch für seine Gedichte ist die in hohem Maße irreale und unverständliche Welt von Bildern, Gedanken, Objekten und Begriffen sowie ihr gehäufter dialogischer Aufbau, die Theatralisierung seines Schreibens wird an den dialogisierten Gedichten erkennbar.
Das Theaterstück Die Komödie der Stadt St. Petersburg (1927) lässt ebenso wie das Theaterstück Jelisaweta Bam (Dezember 1927) keinen Handlungsstrang erkennen. In Jelisaweta Bam wird die Protagonistin, deren Name lautmalerisch an eine Totenglocke denken lässt und mit dem Ausspruch bambuwskoe poloschenie (dt. „missliche Lage“) assoziiert wird, wegen Mordes angeklagt, von ihrem Mordopfer verhaftet und befragt, warum sie es umgebracht habe:
| Елизавета Бам: Почему? Пётр Николаевич: Потому что вы лишены всякого голоса. Вы совер- шили гнусное преступление. Не вам мне говорить дерзости. Вы – преступница. Елизавета Бам: Почему? Пётр Николаевич: Что почему? Елизавета Бам: Почему я преступница? Пётр Николаевич: Потому что Вы лишены всякого голоса. | Jelisaweta Bam: Warum? Pjotr Nikolajewitsch: Weil Sie die Stimme verloren haben. Sie haben ein widerwärtiges Verbrechen verübt. Es steht Ihnen nicht zu, Unverschämtheiten zu sagen. Sie sind eine Verbrecherin. Jelisaweta Bam: Warum? Pjotr Nikolajewitsch: Was warum? Jelisaweta Bam: Warum ich eine Verbrecherin bin? Pjotr Nikolajewitsch: Weil Sie jede Stimme verloren haben. |

### Prosa (1932 bis 1941)
Als post-oberiutische Phase bzw. Charms’sche Phase wird das Werk ab 1932 bezeichnet, in der er sich verstärkt der Prosa widmete. Da er nicht mehr öffentlich auftreten durfte, fiel die Kommunikation mit den Rezipienten weg. Privat- und Kunstleben verwoben sich aufs Engste, Gattungsgrenzen zwischen seinen Alltagsnotizen und dem künstlerischen Schaffen verschwimmen verstärkt. Seine Texte sind durch eine verhaltenere Gedankenlyrik gekennzeichnet, in der er Stellung zu seinen Positionen bezieht. Der fragmentarische Charakter der Dichtung nimmt ab und die Themenbezogenheit zu. Themen der Prosa sind:
- 1931: metaphysisch-religiöse Suche: Gebet vor dem Schlaf (russ. „Molitva pered snom“)
- 1935: Hunger und Tod: Schrecklicher Tod (russ. „Strašnaja smert’“)
- 1937: Verlust von Freiheit und Bedrohung durch Gewalt: Ich kann nicht fließend denken (russ. „Ja plavno dumat’ ne mogu“)
- 1939: physische und psychische Verkrüppelung des Menschen: Die Alte (russ. „Starucha“)

Das längste Prosastück mit der Länge einer Kurzgeschichte ist Die Alte. Die letzten beiden Erzählungen schrieb Charms am 9. und 10. Juni 1941: Symphonie Nr. 2 und Rehabilitierung.
Am bekanntesten sind die Fälle, die Kontinuitäten zu seinem Slapstick-Theater aufweisen. Urban hebt hervor, dass in dem im Herbst 1939 zusammengestellten Zyklus das Wechselspiel der Gattungen das eigentliche Ordnungsprinzip sei: Gedicht, Kurz- und Kürzestgeschichte, dramatischer Dialog und Anekdote ständen gleichberechtigt nebeneinander. Der namensgebende Text der Fälle wurde am 22. August 1936 verfasst:
| Однажды Орлов объелся толченым горохом и умер. А Крылов, узнав об этом тоже умер. А Спиридонов умер сам собой. А жена Спиридонова упала с буфета и тоже умерла. А дети Спиридонова утонули в пруду. А бабушка Спиридонова спилась и пошла по дорогам. А Михайлов перестал причесываться и заболел паршой. А Круглов нарисовал даму с кнутом в руках и сошел с ума. А Перехрестов получил телеграфом четыреста рублей и так заважничал, что его вытолкали со службы. Хорошие люди не умеют поставить себя на твердую ногу. | Eines Tages aß Orlow zu viel Erbsenpüree und starb. Und Krylow, der davon hörte, starb auch. Und Spiridonow starb von allein. Und Spiridonows Frau fiel vom Büffet und starb auch. Und Spiridonows Kinder ertranken im Teich. Und Spiridonows Großmutter geriet an die Flasche und wurde Landstreicherin. Und Michailow hörte auf, sich zu kämmen, und bekam Räude. Und Kruglow malte eine Dame mit einer Knute in der Hand und wurde verrückt. Und Perechrjostow erhielt telegrafisch vierhundert Rubel und wurde so hochnäsig, daß er aus dem Dienst flog. Alles gute Menschen, die nicht Fuß fassen können. |

Texte dieser Phase zwingen ihre Leser in stark reduzierten Alltagsszenen, das Verschwinden von Menschen, den Tod, Essen und Postempfang gleichermaßen hinzunehmen. Der Slawist und Literaturwissenschaftler Wolfgang Kasack sieht in den Texten trotz des hohen Abstraktionsgrades eine Beschreibung der frühen Sowjetperiode:

„Er erfaßte das Ausgeliefertsein, die Herabwürdigung auf das Materielle und die Entseelung der Existenz durch das Schaffen einer fiktionalen Welt automatisch funktionierender, einander entfremdeter Figuren, entpersönlichter (also auch ihre Individualität nicht bewahrender) Menschenlarven.“

Das absurde Moment besteht oft darin, dass die Texte meist keine Pointe haben.
Druskin hält drei Momente für wesentlich zum Verständnis von Charms’ Werk. „Die formale Absurdität, das Alogische der Situationen in seinen Texten wie auch der Humor waren Mittel zur Entlarvung des Lebens, Mittel zum Ausdruck der realen Absurdität“ Charms sagte laut Druskin immer, dass es im Leben zwei erhabene Dinge gebe, den Humor und die Heiligkeit. Heiligkeit sei für Charms das echte Leben – das lebendige Leben gewesen. Mit dem Humor entlarvte er das unechte, erstarrte, bereits tote Leben, die tote Hülle des Lebens, die unpersönliche Existenz. Ein weiteres Moment sei sein Interesse für das Böse gewesen, ohne es moralisch zu bewerteten. In seinen schrecklichen Erzählungen lache er darüber, indem er das Böse, die Beschränktheit, die Stumpfheit entlarve.
Eine weitere Gruppe von Texten kann auf die Gespräche der Tschinary zurückgeführt werden, deren Diskurs Charms teils verfremdet, teils imitiert. Die Frage nach der Ernsthaftigkeit dieser philosophisch-wissenschaftlichen Untersuchungen lässt sich nicht immer eindeutig beantworten: „Insgesamt handelt es sich […] nicht so sehr um eine Verwissenschaftlichung der Kunst, […] als vielmehr um eine Verkunstung der Wissenschaft.“

### Zeichnungen
Charms hat viel gezeichnet. Bereits vom Sechsjährigen berichtete die Mutter, dass er mit großer Konzentration Autos und Wasserleitungen konstruierte. Die ältesten erhaltenen Zeichnungen sind ein Zyklus aus sieben Bildern mit deutschen Titeln, die den Schöpfungsmythos darstellen, und die im Sommer nach der Rückkehr aus dem Gouvernement Saratow entstanden. Sie zeigen nicht nur das zeichnerische Talent, sondern auch die Frühreife des Dreizehnjährigen.

### Verbreitung, Rezeption und Interpretation
Mit der ersten englischsprachigen Veröffentlichung setzte die wissenschaftliche Analyse der Texte der Oberiuten und damit auch der Charms’schen Texte in den USA in den 1970er Jahren ein. Dabei bestimmte die Auswahl der veröffentlichten Texte das Bild von Charms. Der Begriff des Absurden als Umschreibung von OBERIU wurde durch Gibians Veröffentlichung Russia’s Lost Literature of the Absurd 1971 geprägt. In der Folgezeit wurde OBERIU in der westlichen Forschung mit dem Theater des Absurden von Martin Esslin gleichgesetzt, obwohl Theaterstücke nur einen kleinen Teil ihrer Texte ausmachen. Aus dem gleichen Grund wurden Charms’ Prosastücke mit Samuel Beckett und Franz Kafka in Verbindung gebracht. Eine neuere Untersuchung der Texte der Oberiuten betont jedoch mit Rückgriff auf frühere Äußerungen, dass der religiös-spirituelle Hintergrund für die Interpretation wichtig sei. Den zeitgeschichtlichen Kontext rücken dagegen diejenigen in den Vordergrund, die in Charms’ Texten ein Abbild des absurden Stalinismus sehen. Kritisiert wurde daran, dass diese Lesart dem NKWD ähneln würde, der ebenso überall subversive Botschaften gesehen habe.
Charms’ Werk ist in die meisten Sprachen übersetzt worden, darunter auch Rumänisch, Hebräisch, Serbo-Kroatisch und Japanisch.
Das Theaterstück Jelisaweta Bam wurde 1983 im Westberliner Künstlerhaus Bethanien bei den Berliner Festspielwochen das erste Mal in der BRD aufgeführt und erhielt positive Kritiken. Die erste größere positive Resonanz erhielt eine Montage aus Charms’ Erzählungen, Briefentwürfen, Dialogen und anderen Fragmenten des Berliner Zan Pollo Theaters, die mit Kritiken wie „Sensationelle Theaterarbeit“ oder „Theaterereignis der Saison“ bedacht wurde. In den 1990er Jahren wurden seine Stücke durchschnittlich zwei Mal jährlich auf deutschen Bühnen gezeigt.
In der Sowjetunion erschien die erste Dissertation zu OBERIU 1988, seither war das Werk Charms Gegenstand unterschiedlicher Fragestellungen, darunter auch eine Habilitationsschrift aus dem Jahr 2006 zu den philosophischen und ästhetischen Grundlagen seines Werks. Die erste Monografie erschien 1991 auf Französisch, und 1995 in Russland in einer russischen Übersetzung.
Die Kenntnis des Lebens hält Druskin zum Verständnis des Werks von Charms für wesentlich. Urban verband daher 1992 erstmals die Texte mit konkreten politischen Ereignissen und zeigt am Dialog Gibt es irgendetwas auf der Erde, das Bedeutung hätte (russ. „Est’ li čto-nibud’ na zemle …“), dass dieser mit dem Wissen um die Verhaftung von Charms’ Freund Oleinikow 13 Tage zuvor anders gelesen werde.
Von den Oberiuten wurde Charms neben Konstantin Waginow am häufigsten ins Deutsche übersetzt, überwiegend jedoch die Prosa. In der BRD ist die Verbreitung seiner Werke eng mit Peter Urban verbunden. Der Schriftsteller und Übersetzer entdeckte den Namen 1967 in einer tschechischen Literaturzeitung, und veröffentlichte 1968 in der Zeitschrift Kursbuch einige Prosastücke. 1970 gab er einen Sammelband basierend auf Samisdat-Texten mit Charms’ Werken heraus. Der erste englischsprachige Sammelband erschien 1971 in den USA, der erste russischsprachige 1974 in Deutschland. Die erste russischsprachige Werkausgabe erschien von 1978 bis 1988 in Deutschland; auf ihr basiert die erste umfangreiche deutschsprachige Ausgabe aus dem Jahr 1984 in der Übersetzung von Urban. In der DDR wurden 1982 erstmals einige von Charms’ Märchen als Kinderbuch veröffentlicht und 1983 eine Auswahl seiner Texte für Erwachsene. Waleri Saschin brachte von 1997 bis 2002 die erste weitestgehend vollständige russischsprachige Gesamtausgabe in Russland heraus. Auf ihr basiert die vierbändige deutschsprachige Werkausgabe, die 2010 und 2011 im Galiani-Verlag erschien und u. a. von Alexander Nitzberg übersetzt wurde.

## Erinnerungskultur

„Ein Mensch ging aus dem Haus“ … Kindergedichttitel aus der Zeit des Großen Terrors auf der Gedenktafel an Charms’ Wohnhaus

Der Asteroid (6766) Kharms wurde nach ihm benannt.
Charms wurde bis heute nicht juristisch rehabilitiert. Zwar erreichte seine Schwester 1960 die Aufhebung des Urteils von 1941, als jedoch 1989 das Moskauer Filmstudio einen Dokumentarfilm über Charms drehte und Nachforschungen über die genauen Todesumstände anstellte, erklärte die Presseabteilung des KGB dem Filmteam in einer Stellungnahme, dass die Rehabilitation von 1960 ungültig sei, denn Charms hätte „als Geisteskrankem die inkriminierte Tat nicht zur Last gelegt werden dürfen“ Da keine Straftat vorläge, gäbe es auch keinen Anlass zur Rehabilitation.
Im Mai 1990 fand in Leningrad die Konferenz OBERIU und Theater statt. 2005 wurde anlässlich Charms’ 100. Geburtstag an dem Haus, in dem er zwischen 1925 und 1941 lebte, auf Initiative des Dmitri-Lichatschow-Fonds und des Kulturausschusses von St. Petersburg eine Gedenktafel angebracht. Ihr Text „Ein Mensch ging aus dem Haus“ soll an Charms’ Verhaftung im Hof erinnern. Im gleichen Jahr fand in St. Petersburg vom 24. bis zum 26. Juni 2005 eine Internationale wissenschaftliche Konferenz statt, die mit einem internationalen Charms-Festival endete.
Kasack schließt sein Porträt von Daniil Charms mit den Worten:

„Der Umstand, daß das Schaffen von Charms in Rußland und im Ausland erst lange nach seiner staatlichen Ermordung zugänglich war, ist tragisch, aber die positive Beurteilung und der Einfluß seiner Werke Jahrzehnte nach ihrem Entstehen beweisen die Gültigkeit dieser durch so viel Leid erkauften Dichtung.“

## Auswahl an Publikationen (posthum)

### Russischsprachige Ausgaben
- George Gibian (Hrsg.): Izbrannoe. Jal. Würzburg 1974, ISBN 3-7778-0115-1.
- Michail Mejlach, Vladimir Erl’ (Hrsg.): Sobranie proizvedenij. Stichotvorenija 1926–1929. Komedija goroda Peterburga. K-Presse. Bremen 1978.
- Michail Mejlach, Vladimir Erl’ (Hrsg.): Sobranie proizvedenij. Stichotvorenija 1929–1930. K-Presse. Bremen 1978.
- Michail Mejlach, Vladimir Erl’ (Hrsg.): Sobranie proizvedenij. Stichotvorenija 1931–1933. Lapa. Gvidon. K-Presse. Bremen 1980.
- Michail Mejlach, Vladimir Erl’ (Hrsg.): Sobranie proizvedenij. Stichotvorenija 1933–1939. K-Presse. Bremen 1988.
- Anatolij A. Aleksandrov (Hrsg.): Polet v nebesa. Stichi. Proza. Dramy. Pis’ma. Sovetskij Pisatel’. Moskau 1988, ISBN 5-265-00255-3.
- Valerij N. Sažin (Hrsg.): Polnoe sobranie sočinenij. Stichotvorenija. Akademičeskij Proekt, St. Petersburg 1997, ISBN 5-7331-0032-X.
- Valerij N. Sažin (Hrsg.): Polnoe sobranie sočinenij. Proza i scenki, dramatičeskie proizvedenija. Akademičeskij Proekt, St. Petersburg 1997, ISBN 5-7331-0059-1.
- Valerij N. Sažin (Hrsg.): Polnoe sobranie sočinenij. Proizvedenija dlja detej. Akademičeskij Proekt, St. Petersburg 1997, ISBN 5-7331-0060-5.
- Valerij N. Sažin (Hrsg.): Polnoe sobranie sočinenij. Neizdannyj Charms. Traktaty i stati, pis’ma, dopolnenija k t. 1–3. Akademičeskij Proekt, St. Petersburg 2001, ISBN 5-7331-0151-2.
- Valerij N. Sažin (Hrsg.): Polnoe sobranie sočinenij. Zapisnye knižki. Dnevnik. Tom 1. Akademičeskij Proekt, St. Petersburg 2002, ISBN 5-7331-0166-0.
- Valerij N. Sažin (Hrsg.): Polnoe sobranie sočinenij. Zapisnye knižki. Dnevnik. Tom 2. Akademičeskij Proekt, St. Petersburg 2002, ISBN 5-7331-0174-1.

### Deutschsprachige Ausgaben
Übersetzt von Peter Urban
- Fälle. Prosa, Szenen, Dialoge. Fischer, Frankfurt am Main 1970.
- Geschichten von Himmelkumov und anderen Persönlichkeiten. Friedenauer Presse, Berlin 1983, ISBN 3-921592-17-8.
- Fälle. Szenen, Gedichte, Prosa. Haffmans Verlag, Zürich 1984, ISBN 3-251-00051-9.
- Fallen. Prosa, Szenen, Kindergeschichten, Briefe. Haffmans Verlag, Zürich 1985, ISBN 3-251-00065-9.
- Briefe aus Petersburg 1933. Friedenauer Presse, Berlin 1988, ISBN 3-921592-46-1.
- Die Kunst ist ein Schrank, Aus den Notizbüchern 1924–1940. Friedenauer Presse, Berlin 1992, ISBN 3-921592-70-4.
- Theater! Fast alle Stücke. Verlag der Autoren, Frankfurt am Main 1997, ISBN 3-88661-178-7.
- Fälle. Prosa, Szenen, Dialoge. Friedenauer Presse, Berlin 2002, ISBN 3-932109-26-0. (deutlich erweiterte Ausgabe von 1970)
- Zirkus Sardam. Marionetten-Theaterstück, Friedenauer Presse, Berlin 2002, ISBN 3-932109-27-9; mit einem Nachwort von Polina Barskova, Berlin : Friedenauer Presse, Matthes & Seitz, 2024, ISBN  978-3-7518-8016-9
- Die Wanne des Archimedes. Gedichte. Edition Korrespondenzen, Wien 2006, ISBN 3-902113-45-6.

Übersetzt von Ilse Tschörtner
- Erstens und zweitens. Märchen. Kinderbuchverlag Berlin, 1982 (Illustrationen von Erich Gürtzig)
- Paradoxes. Verlag Volk und Welt, Berlin 1983. (Illustrationen von Horst Hussel)
- Zwischenfälle. Sammlung Luchterhand, München 2003, ISBN 3-630-62049-3. (Deutsche Erstausgabe: Verlag Volk und Welt, Berlin 1990, ISBN 3-353-00605-2. 1. Taschenbuchausgabe: Fischer, Frankfurt am Main 1993, ISBN 3-596-11123-4)

Übersetzt von Alexander Nitzberg
- Seltsame Seiten: Ausgewählte Gedichte und Geschichten für Kinder. bloomsbury K&J, Berlin 2009, ISBN 978-3-8270-5355-8. (Übersetzt mit Andreas Tretner, Illustrationen von Vitali Konstantinov).
- Charms Werk 02. Sieben Zehntel eines Kopfs. Gedichte. Galiani, Berlin 2010, ISBN 978-3-86971-029-7.
- Charms Werk 03. Wir hauen die Natur entzwei. Theaterstücke. Galiani, Berlin 2011, ISBN 978-3-86971-030-3.

Weitere Übersetzer
- Einfach Schnickschnack. Eto prosto erunda. (deutsch-russisch), dtv, München 1995, ISBN 3-423-09326-9. (Übersetzt von Gisela und Michael Wachinger).
- Erstens, Zweitens. Carlsen, Hamburg 1996, ISBN 3-551-51456-9. (Übersetzt von Karel Alt).
- Fälle. (russisch-deutsch), Reclam, Nachdruck, Stuttgart 2005, ISBN 3-15-009344-9. (Übersetzt von Kay Borowsky).
- Charms Werk 01. Trinken Sie Essig, meine Herren. Prosa. Galiani, Berlin 2010, ISBN 978-3-86971-025-9. (Übersetzt von Beate Rausch).
- Charms Werk 04. Autobiografisches, Briefe, Essays. Galiani, Berlin 2011, ISBN 978-3-86971-031-0. (Übersetzt von Beate Rausch).
- Ulrike Damm (Hrsg.), Daniil Charms in Werken zeitgenössischer deutscher Künstler, Berlin 2013, ISBN 978-3-9815294-1-8.

## Hörbücher
- Fälle (gelesen von Peter Urban). Kein & Aber Records, Zürich 2003, ISBN 3-0369-1139-1. (Übersetzt von Peter Urban).
- Einfach Schnickschnack (gelesen von Inga Busch, Hermann Lause, Tilo Prückner, Lou Hardt und vielen Kindern). Patmos 2007, ISBN 978-3-491-24107-7. (Übersetzt von Gisela und Michael Wachinger).
- Wie schrecklich schwinden unsere Kräfte, aus dem Russischen von Peter Urban, gelesen von Ueli Jäggi, Felix von Manteuffel, Peter Urban, André Jung und Regie Fritz Zaugg; Christoph Merian, Basel 2010 (1 CD), ISBN 978-3-85616-443-0;   Einleitung Online auf SRF1.

## Hörspiele
- 1991: Die alte Frau – Regie: Ulrich Gerhardt (Hörspiel – SFB/SDR)

## Filme
Verfilmungen des Werks (Russisch)
- 1984: Pljuch i Plich. Zeichentrickfilm Plisch und Plum von Wilhelm Busch, Übersetzung ins Russische: Daniil Charms
- 1987: Slučaj Charmsa (dt. „Der Fall Charms“), surrealistisches Drama, Regie: Slobodan Pešič
- 1989: Klounada (dt. „Clownerie“), absurde Tragikomödie, Regie: Dmitrij Frolov
- 1991: Staru-cha-rmsa (dt. „Die Alte Charms’“), Regie: Vadim Gems
- 1996: Koncert dlja krysy (dt. „Konzert für eine Ratte“, umgangssprachlich auch Schreiberseele), eine politische Absurdität, Regie: Oleg Kovalov
- 1999: Upadanie (dt. „Totlacherei“), Regie: Nikolaj Kovalev
- 2007: Padenie v nebesa (dt. „Fall in den Himmel“), Regie: Natal’ja Mitrošnaja
- 2009: P’esa dlja mužčiny (dt. „Theaterstück für einen Mann“), Regie: Vladimir Mirzoev
- 2010: Charmonium (dt. „Charmonium“), Zeichentrickfilm
- 2011: Slučaj s borodoj (dt. „Fall mit Bart“), Regie: Evgenij Šiperov

Über Charms (Russisch)
- 1989: Strasti po Charmsu (dt. „Leidenschaften/Schreckliches à la Charms“), Dokumentarfilm (Fernsehen), Regie: L. Kostričkin
- 2006: Tri levych časa (dt. „Drei linke Stunden“), Dokumentarfilm, Regie: Varvara Urizčenko
- 2008: Rukopisi ne gorjat … fil’m 2-j. Delo Daniila Charmsa i Aleksandra Vvedenskogo (dt. „Manuskripte brennen nicht… Teil 2. Der Fall Daniil Charms und Alexander Wwedenskij“), Dokumentarfilm, Regie: Sergej Goloveckij

Über Charms (Deutsch)
- 1996: Charms Zwischenfälle. Kinofilm, Regie: Michael Kreihsl
- 2011: Die Alte Frau. Kinofilm, Regie: Ariane Mayer

## Theateraufführungen
- Genosse K – Schauspiel, Premiere am Teatre del Mar, Regie: Joan Carles Bellviure, 2009.[127]
- Harms! Charms! Chardam! – Theaterstück, Regie: Michail Lewitin, Premiere am „Hermitage“-Theater, Moskau, 1982, Wiederaufnahme 2008.[128]
- Jelisaweta Bam – Theaterstück, Regie: Fjodor Suchow, basierend auf dem gleichnamigen Stück von Daniil Charms, Premiere am „Theater am Ufer“, 1989, Wiederaufnahme 2009.[129]
- Das weiße Schaf – Theaterstück, Drehbuch und Regie: Michail Lewitin, Premiere am Moskauer „Hermitage“-Theater, 2000.[130]
- Daniil Charms. Die SDYGR APPR Geschichte – Monolog von Alexander Luschin, basierend auf Charms’ Werken und Tagebüchern, Regie: Juri Wassiljew, Premiere am „Such Theater“ (St. Petersburg), 2012.[131]
- Die alte Frau – Theaterstück, eine Zusammenarbeit zwischen Regisseur Robert Wilson und den Schauspielern Willem Dafoe und Michail Baryschnikow, Premiere am Manchester International Festival, 2013.[132]
- Klopf! Das Daniil-Charms-Projekt – Theaterstück, Regie: Matthew Woods, Premiere am BCA Plaza Black Box Theatre, 2014.[133]
- Charms – Theaterstück basierend auf den Werken von Daniil Charms, Regie: Sergej Filatow, Uraufführung am Lensowet Akademischen Theater in St. Petersburg, 2015.[134]
- Charms. Myr – Theaterstück, Premiere am „Gogol Center“, Regie: Maksim Didenko, 2015.[135]
- Keine Bilder erwartet – Theaterstück, Les Kurbas Nationales Zentrum für Theaterkunst, Regie und Adaption: Diana Stein, basierend auf Daniil Charms’ Novelle Die alte Frau, Premiere in Kyjiw, 2015.[136]
- Eine verbleibende Stunde: Das Leben und Werk von Daniil Charms – Theaterstück, Regie und Bühnenbild: Nicole Wilson, Premiere am Randolph Theatre, 2018.[137]
- Die alte Frau – Theaterstück, Regie: Sergej Schenowatsch, Premiere am Kleinen Dramatheater – Theater Europas, 2020.[138]
- Jelisaweta Bam – Tragische Farce, Russisches Staatstheater „Satirikon“ benannt nach Arkadi Raikin, Regie: Goscha Mnazakanow, Premiere in Moskau, 2022.[139]
- Jelisaweta Bam – Theaterstück, Premiere am Theater Plauen-Zwickau, Regie: Carlos Manuel, Zwickau, 2022.[140]
- Charms – Kammeroper, Premiere am Theater Lübeck, Regie: Leon Gurvitch, 2024.[141]
- Zwischenfälle – Theaterstück, Premiere am Deutschen Theater, Regie: Wolfram Koch, Berlin, 2024.[142]
- Zack. Eine Sinfonie – Theaterstück, Premiere am Stuttgarter Schauspielhaus, Regie: Wolfram Koch, 2025.[143]

## Ausstellungskataloge
- 2017: Begegnungen mit Daniil Charms. Hrsg. Marlene Grau, Staats- u. Universitätsbibliothek Hamburg (in Kooperation mit Van Abbemuseum Eindhoven), ISBN 978-90-79393-20-6.